# Truls
Truls är ett skandinaviskt mansnamn och är en nyare variant av namnet Torgils  som är sammansatt av gudanamnet Tor och -gisle "pil, stråle".
Den 31 december 2014 fanns det 876 personer i Sverige med namnet Truls, varav 537 hade det som tilltalsnamn. 2014 fick 21 pojkar namnet som tilltalsnamn.

## Kända personer med namnet
- Truls Arvidsson, svensk kopparstickare
- Truls Kåse, svensk adelsman
- Truls Melin, svensk skulptör
- Truls Mørk, norsk cellist
- Truls Möregårdh, svensk bordtennisspelare
- Truls Gille, svensk röstskådespelare och skådespelare
- Troels Kløvedal, dansk författare och långseglare
- Truls Marbo, svensk häradshövding i Lösings härad, *1490 +1551

## Fotnoter
1. ↑  Otterbjörk, Roland, Svenska förnamn, 3. uppl., Esselte studium, Stockholm, 1979, p. 92, 130, 131, 132
2. ↑  Enligt sökning på Statistiska centralbyråns Namndatabas 2015-10-28.
3. ↑  Statistiska centralbyrån, Nyfödda - tilltalsnamn, alfabetisk översikt. Pojknamn 1998-2014 Arkiverad 2 oktober 2015 hämtat från the Wayback Machine., läst 2015-10-28.